# Comuna medieval

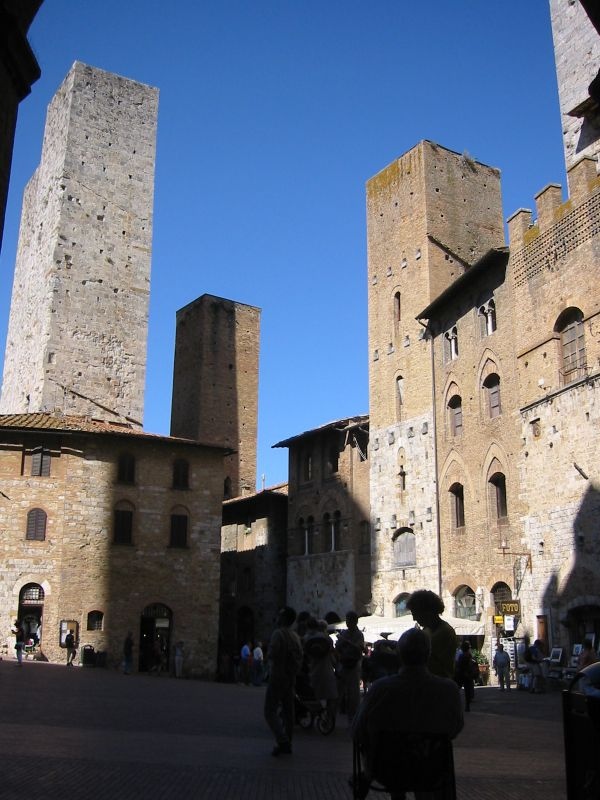
Torres urbanas en San Gimignano, testimonio de las luchas faccionales dentro de las commune.

La comuna medieval fue una entidad política característica de la Edad Media europea, cuando coexistió con otras como el Sacro Imperio Romano Germánico, el Papado (ambos considerados "poderes universales" en la Res publica christiana) y las monarquías feudales. Implicaba que los ciudadanos de una ciudad establecían un compromiso de fidelidad y defensa mutua, tanto defensa física como defensa de las "libertades" tradicionales. Tomó muchas formas y varió ampliamente en organización institucional. Las comunas se formaron a partir de finales del siglo XI y comienzos del XII, extendiéndose su modelo por el norte y centro de Italia, donde la ciudad-Estado italiana (Signoria) se basaba en un sistema representativo (frecuentemente denominado como "democracia"), mientras que en Alemania se desarrollaron las ciudades imperiales libres (freie Reichsstädte, cuya "independencia" se entendía como la no subordinación a la nobleza local).

## Etimología
La palabra "comuna" (commune en francés o inglés) aparece en varias formas en los textos latinos medievales, particularmente en la forma communia, plural de commune ("lo que es común", "comunidad", "Estado"), sustantivación del adjetivo communis ("común"). Su origen es la raíz protoindoeuropea *mey- ("cambiar").
La palabra conspiratio ("conspiración") se utilizaba para designar las situaciones en las que el poder independiente se había conseguido con un levantamiento violento.

## Orígenes
Durante el siglo X, en distintas partes de Europa Occidental, la población campesina comenzó a gravitar en torno a centros urbanos amurallados, a medida que las mejoras agrícolas resultaron en una mayor productividad y una intensa competencia por la tierra. En Italia central y septentrional, Provenza y Septimania, la red de ciudades romanas había sobrevivido en su mayor parte, aunque las ciudades se habían transformado en centros episcopales o centros administrativos de un reino o poder imperial lejano. En los Países Bajos se fundaron nuevas ciudades que se beneficiaban del comercio a larga distancia y la artesanía textil. Los emplazamientos ab ovo fueron burgos fortificados por condes, obispos o abades. Un tipo semejante de ciudades se fundó en Renania. Otras ciudades eran meras villas con mercado, que actuaban como centros de intercambio a escala local.
La población de estas ciudades necesitaba protección física contra la nobleza, que carecía de frenos legales ("malfechores feudales"), y otros bandidos de toda condición. Las condiciones generales de inseguridad motivaron la reunión de las poblaciones tras las murallas comunales; pero la lucha por establecer sus "libertades" (la libertad de regular sus propios asuntos y de liberarse de la arbitrariedad fiscal de los señores, laicos o eclesiásticos, en cuya jurisdicción recaían estos plebeyos) fue un largo proceso de luchas por obtener cartas municipales (denominadas "fueros" o "cartas pueblas" en los reinos hispano-cristianos, stadtrecht o städtewesen en Alemania, royal charter en Inglaterra) que garantizaran "derechos" básicos, como el de celebrar un mercado. Tales concesiones se obtenían a precios exorbitantes, pero no del poder local (naturalmente celoso de sus prerrogativas) sino del rey o del emperador, que fortaleciendo a las comunas también esperaba contar con un posible aliado en su propósito de centralizar el poder.
La ciudad amurallada (incastellamento) representaba protección de los asaltos directos al precio de la interferencia corporativa en los más mínimos niveles (pax urbana); pero una vez que el habitante de una ciudad se alejaba de sus murallas, quedaba a merced de la "nobleza sin ley" del campo. Eso implicaba que solo los más atrevidos viajaran (las mujeres raramente lo hacían). La mayor parte del territorio europeo carecía de un control efectivo por parte de las autoridades centrales, con lo que cada ciudad debía proporcionar su propia protección a sus ciudadanos, tanto dentro de la ciudad como fuera de ella. La formación de una comuna era una base legal para convertir las ciudades en corporaciones auto-gobernadas. Aunque en muchos casos el desarrollo del modelo estaba vinculado a la naturaleza urbana del núcleo de población, hubo también comunas rurales, particularmente en Francia e Inglaterra, que se formaban para proteger los intereses comunes de los aldeanos.
Cada ciudad tenía su propia comuna y no había dos comunas iguales, pero en esencia, todas las comunas tenían compromisos de mutua defensa. Cuando se formaba una comuna, todos los que participaban en ella se reunían y realizaban un juramento en ceremonia pública, prometiendo defenderse unos a otros en tiempos de calamidad, y mantener la paz entre ellos.
Las primeras comunas se formaron en el siglo X, aunque algunas pudieron ser anteriores (Forlì quizá en 889), y el modelo se generalizó durante el siglo XI en el norte de Italia (la zona más urbanizada de la Europa de la época). Se extendió a comienzos del siglo XII por Francia, Alemania y España. En Inglaterra, muy centralizada en esa época, el movimiento comunal se manifestó principalmente en parroquias, monasterios y guildas de mercaderes y artesanos. En el siglo XII, mientras que la burocracia estatal se expandía en Francia e Inglaterra, el Sacro Imperio se regía por coaliciones comunales de ciudades, caballeros, repúblicas campesinas, príncipes-obispos y grandes dominios de señores imperiales.

## Paz urbana y orden social
Iglesia y monarquía tuvieron reacciones ambivalentes ante el fenómeno de las comunas. Por una parte, les satisfacía su propósito de protección contra los nobles "sin ley", que redundaba en interés de todos. Su intención de mantener la paz frente a la amenaza de la perpetuación de la venganza se asemejaba a la doctrina eclesiástica de la paz; aunque la Iglesia mantenía su propio concepto: la paz de Dios o tregua de Dios. Por otro lado, el método del mantenimiento de la paz urbana era el "ojo por ojo", lo que generalmente no era aceptable para el rey o la Iglesia. Más aún, había un sentimiento general de que las comunas urbanas amenazaban el orden social medieval triestamental de oratores, bellatores et laboratores (clérigos, guerreros y campesinos). Según la costumbre, solo los señores feudales tenían derecho al uso de las armas, y no podían aceptar sin más que tal privilegio se extendiera a los burgueses, quienes ostensiblemente eran trabajadores y no guerreros. En ocasiones la nobleza y el clero aceptaban la formación de comunas, y en otros casos no. Uno de los casos más claros de una comuna suprimida y la correspondiente revuelta urbana contra tal decisión ocurrió en la ciudad francesa de Laon en 1112.

## Comunas rurales en Suiza
El desarrollo de comunas rurales medievales surge más de una necesidad de colaborar en la gestión de los bienes comunales que de las necesidades defensivas. En una época caracterizada por la debilidad del gobierno central, las comunas se establecían típicamente para asegurar la seguridad en los caminos que atravesaban su territorio y posibilitar así los desplazamientos e intercambios (Landfrieden). Quizá la más exitosa comuna rural fue la de los valles aplinos al norte del Paso de San Gotardo y que con el tiempo se convirtió en el precedente de la Antigua Confederación Suiza. En Suiza se hizo común levantar actas escritas de estas alianzas: para cada nuevo cantón que se incorporaba a la confederación, se escribía un nuevo contrato. Junto al Eidgenossenschaft suizo hubo similares comunas rurales alpinas en el Condado del Tirol, pero fueron suprimidas por los Habsburgo. Otras comunas rurales semejantes se desarrollaron en el Graubünden, en los Alpes franceses (Briançon), en los Pirineos, en el norte de Francia (Roumare), en Alemania del norte (Frisia y Dithmarschen) y también en Suecia y Noruega. La colonización del Walser también está relacionada. Las comunas medievales del sur estuvieron más probablemente influidas por sus precedentes italianos, pero las del norte (incluidas las suizas al norte del Paso del Gotardo) pudieron haberse desarrollado de forma propia. Solo muy pocas de estas comunas rurales medievales suscitaron inmediación imperial, lo que las hacía sujetas únicamente al rey o emperador; la mayor parte siguieron sujetas a una sujeción feudal más o menos distante.

## Evolución de las comunas urbanas en Italia y declive en el resto de Europa
Durante el siglo XI en el norte de Italia emergió una nueva estructura política y social y las comunas se desarrollaron en forma de ciudades-Estado. La cultura cívica que surgió de estas ciudades fue notable. En otras zonas de Europa fueron absorbidas por las monarquías, que se encaminaban a una transición entre el modelo de la monarquía feudal y el de la monarquía autoritaria y que acabaría por conformarlas, en la Baja Edad Media, como proto-Estados modernos o proto-Estados nacionales.
Sobrevivieron casi únicamente en el norte y centro de Italia, convirtiéndose en poderosas e independientes ciudades-Estado. La ruptura con sus señores feudales tuvo lugar a finales del siglo XII y comienzos del XIII, tras la querella de las investiduras entre el Papa y el Emperador y en el contexto del enfrentamiento entre güelfos y gibelinos. Milán lideró la Liga lombarda contra los emperadores, en guerras que resultaron victoriosas (batalla de Legnano, 1176, batalla de Parma, 1248). Mientras tanto, la Serenísima República de Venecia, la República de Pisa y la República de Génova se expandieron por el Mediterráneo formando verdaderos imperios navales; el veneciano, a costa del Imperio bizantino, al que arrebató una cuarta parte en 1204 (Cuarta Cruzada). Ciudades como Parma, Ferrara, Verona, Padua, Lucca, Siena, Mantua y otras fueron capaces de establecerse a costa de sus vecinos, en algunos casos hasta la Edad Contemporánea. En el sur de Italia, incluyendo Sicilia y Cerdeña, las comunas autónomas eran raras, con el único ejemplo de Sassari.
En el Sacro Imperio, los emperadores siempre tuvieron que lidiar contra otros poderes: señores territoriales, por un lado, ciudades y comunas por otro. Invariablemente, el propósito político (no siempre expresado militarmente) de la monarquía imperial era fortalecer su posición. En la Bula de Oro de 1356, el emperador Carlos IV puso fuera de la ley a cualesquiera conjurationes, confederationes y conspirationes, refiriéndose particularmente a cualquier liga de ciudades (Städtebund), aunque también a las ligas de comunas rurales que estaban surgiendo. La mayor parte de las ligas urbanas se disolvieron, a veces por la fuerza, y otras se refundaron con propósitos políticos más reducidos. No obstante, alguna de estas comunas (como Frankfurt, Núremberg o Hamburgo) fueron capaces de sobrevivir por siglos como ciudades imperiales libres, únicamente sometidas al emperador.